# María Paula Elizondo
María Paula Elizondo Herrera (Turrialba, Costa Rica, 30 de noviembre de 1998), conocida como La Zurda, es una futbolista costarricense que juega como defensa del Deportivo Saprissa y de la selección femenina de fútbol de Costa Rica.

## Biografía
Nació en Turrialba en 1998.Desde 2014, Elizondo ha jugado 9 temporadas con el Deportivo Saprissa, equipo con el que ganó los títulos nacionales de 2014, 2015 y 2018. Además, se convirtió en asistente de proyectos para la Fundación Saprissa.Ha sido convocada en varias ocasiones a la selección femenina de fútbol de Costa Rica.
Elizondo mantuvo una relación con Nayarith Rodríguez.